# Şalom
Şalom („Schalom“) ist eine türkisch- und (eine Seite) ladinosprachige jüdische Wochenzeitung, die in Istanbul erscheint und sich vor allem an Türkische Juden richtet. Die Zeitung wurde 1947 von Avram Leyon gegründet und ist laizistisch ausgerichtet. Die Erstausgabe erschien am 29. Oktober 1947. 5.000 Exemplare werden derzeit pro Woche verkauft. Yakup Barokas ist der Chefredakteur.